# مقاطعة دي باكا (نيومكسيكو)
مقاطعة دي باكا (بالإنجليزية: De Baca County) هي إحدى المقاطعات الواقعة في ولاية نيومكسيكو في الولايات المتحدة الأمريكية. تأسست المقاطعة في عام 1917، وتُعد من بين أصغر المقاطعات من حيث عدد السكان في الولاية.
يقع مقر المقاطعة في مدينة فورت سامنر (Fort Sumner)، وهي أكبر مدن المقاطعة أيضًا. وتُعرف المنطقة بتاريخها المرتبط بـبيلي ذا كيد (Billy the Kid)، الخارج عن القانون الشهير، والذي يُعتقد أنه دُفن في فورت سامنر.